# Kettering (Tasmanien)
Kettering ist eine Ortschaft im Südosten Tasmaniens, etwa 32 km südlich von Hobart. Sie liegt am D’Entrecasteaux-Kanal gegenüber von Bruny Island, zu der eine Fährverbindung angeboten wird. 2016 hatte Kettering 356 Einwohner.

## Geschichte
1792 entdeckte Joseph Bruny d’Entrecasteaux die Gegend für die Europäer. Nördlich von Kettering befindet sich Oyster Cove, wohin 1847 die letzten Tasmanier verbracht wurden, nachdem der Großteil auf Flinders Island umgekommen war. Im Oktober 1868 wurde das erste Postamt unter der Bezeichnung Little Oyster Cove eingerichtet, das 1892 in Kettering umbenannt wurde.
Die Einwohner von Kettering leben heute hauptsächlich von Landwirtschaft und Fischfang. Daneben spielt in wachsendem Umfang der Tourismus eine Rolle, den die Fährverbindung nach Bruny Island mit sich bringt.